# 山形県の市町村歌一覧
山形県の市町村歌一覧（やまがたけんのしちょうそんかいちらん）は、日本の山形県に属する市町村で制定されている、もしくは過去に制定されていた市町村歌などの自治体歌やそれに準じた楽曲の一覧である。なお、一覧の順序は全国地方公共団体コード順による。

## 概説
山形県内の13市では、上山市以外の12市で市歌が制定されている。山形市や鶴岡市、酒田市では戦前から市歌が制定されていたが山形市と鶴岡市の市歌は戦後に代替わりし、酒田市の市歌は戦後に演奏されなくなり平成の大合併における新設合併後も新市歌の制定に至っていない。その他の市では1950年代に制定ラッシュが相次いだ後、1990年代から2000年代にかけて村山地方や置賜地方で散発的に新市歌が制定された。平成の大合併以降では、鶴岡市が2017年（平成29年）に3代目の市歌を制定している。
町村部では村山地方で比較的制定率が高い。
山形大学大学院の院生らが2022年（令和4年）度より県および市町村が制定した自治体歌の収集および保存・公開活動を行っており、2024年（令和6年）2月に「山形県 県民歌・市町村民歌事典」と題するコンサートを大学構内で開催した。

## 市部
山形市
- 山形市民の歌[3] - 1957年（昭和32年）11月7日制定

作詞：神保光太郎 作曲：山形大学教育学部音楽科
2代目の市歌である。
- ボクの街 山形 - 1969年（昭和45年）8月15日発表[4]

作詞：内海久二 作曲：佐藤哲夫
市制80周年記念愛唱歌。福島県郡山市との音楽を通じた交流により寄贈された。
米沢市
- 米沢市民歌[5] - 1957年（昭和32年）発表、1999年（平成11年）1月1日制定

作詞：田中道一 作曲：山田耕筰
市制70周年記念。大木惇夫の選定で長らく慣例的な市歌として演奏されて来たが、1999年（平成11年）に制定の告示が行われた。
- ぼくたちのまち 米沢[6] - 1989年（平成元年）発表

作詞・作曲：今野明彦 編曲：佐藤博幸
市制100周年記念・市民憲章運動推進第44回米沢大会開催記念イメージソング。
鶴岡市
- 鶴岡市民歌[7] - 2017年（平成29年）10月1日制定

作詞：保岡直樹 作曲：新実徳英
新設合併10周年記念。3代目（新設合併後の鶴岡市としては初代）の市歌である。
酒田市
- 酒田行進曲 - 1933年（昭和8年）制定[8]

作詞：山口喜市 作曲：辻順治
新設合併前の（旧）酒田市の市制施行記念歌である。戦後は演奏されなくなり、市議会で何度も市民歌制定が提案されたが実現しないまま2005年（平成17年）に新設合併したが、北庄内合併協議会では新市歌の制定については特に取り決められなかった。
- 風光歌 - 1983年（昭和58年）

作詞：吉野弘 作曲：服部公一
新設合併前の（旧）酒田市の市制50周年記念合唱組曲。
新庄市
- 新庄市民歌[9] - 1949年（昭和24年）5月制定

作詞：安藤壮一 作曲：古関裕而
市制施行記念。作曲は「スポーツ県民歌」を手掛けた古関裕而が市からの依頼を受けて行った。
寒河江市
- 寒河江市民歌[10] - 2004年（平成16年）10月27日制定

作詞：北川康宏 作曲：佐藤眞
上山市
- （未制定）[1]

村山市
- 村山市民歌[11] - 1959年（昭和34年）11月1日制定

作詞：結城哀草果 作曲：山口のぶ
長井市
- 長井市民歌[12] - 1958年（昭和33年）10月29日制定

作詞：芳賀秀次郎 作曲：海鋒義美
天童市
- 天童市市民歌[13] - 1972年（昭和49年）12月1日制定

作詞：大沼武 補作：真壁仁 作曲：渡辺哲哉
東根市
- 東根市の歌[14] - 1990年（平成2年）7月1日制定

作詞：谷川俊太郎 作曲：林光
尾花沢市
- 夢を語ろう[15] - 1999年（平成11年）12月20日制定

作詞：山口斎 作曲：加藤恵子
南陽市
- 幸せたわわに[16] - 1996年（平成8年）10月1日制定

作詞：滝田常晴 作曲：安達弘潮

## 町村部
東村山郡山辺町
- 花のいろ[17] - 2003年（平成15年）発表

作詞：武田勇治郎 作曲：湯山昭
2003年（平成15年）に開催された第18回国民文化祭開催を記念して町出身の詩人・武田勇治郎が遺した童謡に湯山昭が新規に曲を付けた。以後、毎年開催される「やまのべ童謡音楽祭」で演奏される町のシンボルソングとなっている。
東村山郡中山町
- 中山町町民歌[19] - 1984年（昭和59年）制定

作詞：きたひろし 作曲：服部公一
町制30周年記念。
西村山郡河北町
- 河北町民歌[20] - 2016年（平成28年）1月1日制定

作詞：矢作正雄 作曲：河北町
町制60周年記念。
西村山郡西川町
- 西川町民歌 - 1980年（昭和55年）制定[21]

作詞：西川町の歌制定委員会 補作：森菊蔵 作曲：前田俊明
町民音頭「西川音頭」（作詞：大竹敏雄、森菊蔵 作曲：原譲二）と同時に制定された。
- 雪のFULL里

作詞・作曲：世久遊
町民愛唱歌。「西川町タウンソング」の副題が冠されている。
西村山郡朝日町
- （未制定）[1]

ご当地ソングとして新民謡「あさひまち小唄」（「朝日音頭」レコードB面に収録）がある。
西村山郡大江町
- 大江町民歌 - 1989年（平成元年）7月26日制定[22]

作詞：村形喜男 作曲：松田光郎
北村山郡大石田町
- 大石田町町民歌[23] - 1980年（昭和55年）7月1日制定

作詞：斎藤茂吉 作曲：古関裕而
県民歌「最上川」と同様の手法で、斎藤茂吉の和歌に古関裕而が曲を付けて町民歌とした。
最上郡金山町
- 金山町の歌 - 1957年（昭和32年）2月制定[24]

作詞：結城哀草果 作曲：大宮真琴
最上郡最上町
- 最上町讃歌（四季を詠む）[25]

作詞：尾形久満喜 作曲：東海林豊
最上郡舟形町
- 夢に向かって - 1996年（平成8年）発表

作詞：舟形町イメージソング作成委員会 作曲：丸山和範
町イメージソング。
最上郡真室川町
- 真室川町町民歌[26] - 1972年（昭和47年）7月4日制定

作詞：芳賀秀次郎 作曲：藤沢孚
「真室川音頭」が全国的に有名。
最上郡大蔵村
- （不明）

最上郡鮭川村
- 鮭川村村民歌[27] - 1982年（昭和57年）10月17日制定

作詞：安彦好重 作曲：高橋誠也
最上郡戸沢村
- （不明）

東置賜郡高畠町
- 新高畠音頭

東置賜郡川西町
- 川西音頭

西置賜郡小国町
- 小国 わが愛の町[28] - 1986年（昭和61年）9月27日制定

作詞：きたひろし 作曲：服部公一
西置賜郡白鷹町
- 白鷹町民歌[29] - 1959年（昭和34年）9月28日制定

作詞：井場茅 作曲：さいとう久
西置賜郡飯豊町
- 飯豊町民の歌[30] - 2011年（平成23年）11月19日制定

作詞：村田さち子 作曲：白石哲也
町民総合センター「あ〜す」の開館20周年を記念し、1995年（平成7年）に作成された合唱組曲「ラブリー・ホームタウン〜ふるさとに捧げる6つの讃歌」の第6楽章の部分を町歌として制定した。
東田川郡三川町
- （不明）

東田川郡庄内町
- （未制定）

庄内中央合併協議会では、合併後の町歌制定については特に取り決めが実施されなかった。
飽海郡遊佐町
- 遥かなる鳥海山 - 1994年（平成6年）8月発表[31]

作詞：森敦 作曲：新井満
合併40周年記念町イメージソング。

## 廃止された市町村歌
山形市
- 山形市歌 - 1942年（昭和17年）制定

作詞：結城哀草果 作曲：信時潔
初代の市歌である。
鶴岡市
- 鶴岡市民歌（初代） - 1933年（昭和8年）制定

作詞：沢谷長太郎 作曲：辻順治
初代の市歌である。
- 鶴岡市民歌（2代目）[32] - 1956年（昭和31年）11月制定

作詞：北川冬彦 作曲：中田喜直
新設合併前の（旧）鶴岡市の2代目の市歌である。
東田川郡羽黒町
- 羽黒町民歌[33] - 1984年（昭和59年）11月制定

作詞：山田雄介 作曲：佐藤敏直
東田川郡温海町
- 未来を担う郷土愛[33] - 1991年（平成3年）3月制定

作詞：佐藤義郎 補作：石本美由起 作曲：市川昭介
- 好きだから温海[33] - 1991年（平成3年）3月制定

作詞：粕谷栄久 補作：石本美由起 作曲：市川昭介
町イメージソング。町民歌と合わせて制定。
東田川郡余目町
- 余目町民歌

作詞：山蔦正躬 作曲：松田俊雄
飽海郡松山町
- まつやま賛歌 わたしのまつやま - 2003年（平成15年）発表

作詞：石川里美 補作詞：山本陽史 作曲：成本理香
松山町は2年後に酒田市と新設合併しており、町民歌としては短期間しか存続しなかった。
飽海郡平田町
- 平田わがまち - 1983年（昭和58年）制定

作詞：内与詩守 補作：森菊蔵 作曲・編曲：押尾司
アンサンブル・ボッカの歌唱により、都はるみが歌唱する町民音頭「庄内ひらた音頭」と合わせてレコードが作成された。